# Moritz Jenz
Moritz Jenz (ur. 30 kwietnia 1999 w Berlinie) – niemiecki piłkarz grający na pozycji środkowego obrońcy.

## Kariera juniorska
Jenz grał jako junior w Alemannii 06 Haselhorst, SC Siemensstadt, Tennis Borussii Berlin, której skauci zauważyli go, gdy strzelił 4 bramki w jednym meczu, (2014–2015) i w Fulham F.C. (2015–2017). Dla drużyny Fulham do lat 18 Niemiec rozegrał 17 meczów, nie strzelając żadnego gola.

## Kariera seniorska

### Fulham F.C. U23
Jenz zadebiutował w rezerwach Fulham F.C. 31 października 2016 w meczu z drugą drużyną Wolverhampton Wanderers F.C. (przeg. 4:3), wchodząc na boisko w 68 minucie w miejsce Marlona Fossey'a. Pierwszą bramkę zawodnik ten zdobył 13 marca 2017 w zremisowanym 1:1 spotkaniu przeciwko rezerwom West Bromwich Albion. Łącznie dla drugiej drużyny Fulham F.C. Niemiec rozegrał 56 meczów, strzelając 3 gole.

### FC Lausanne-Sport
25 sierpnia 2020 Jenz podpisał trzyletni kontrakt z FC Lausanne-Sport. Debiut dla tego zespołu zaliczył on 20 września 2020 w wygranym 2:1 spotkaniu przeciwko Servette FC, zmieniając w 89 minucie Aldina Turkeša. Pierwszego gola piłkarz ten strzelił 2 maja 2021 w meczu z FC Sion (wyg. 2:1). Ostatecznie w barwach FC Lausanne-Sport Niemiec wystąpił 33 razy, zdobywając jedną bramkę.

### FC Lorient
30 sierpnia 2021 FC Lorient zakontraktowało Jenza na pięć lat. Zadebiutował on dla tego klubu 10 września 2021 w meczu z Lille OSC (wyg. 2:1). Przez ponad miesiąc pauzował przez kontuzję uda, której doznał na początku listopada 2021. Premierową bramkę zawodnik ten zdobył 12 grudnia 2021 w przegranym 4:1 spotkaniu przeciwko FC Metz, strzelając wtedy również gola samobójczego.

### Celtic F.C.
19 lipca 2022 Jenz został wypożyczony do Celtic F.C. na rok z opcją wykupu. W jednym z meczów treningowych 28 lipca 2022 doznał kontuzji.

## Statystyki

### Klubowe
(aktualne na dzień 25 lipca 2022)
| Klub               | Sezon              | Liga                   | Liga  | Liga   | Puchar kraju | Puchar kraju | Suma  | Suma   |
| Klub               | Sezon              | Liga                   | Mecze | Bramki | Mecze        | Bramki       | Mecze | Bramki |
| ------------------ | ------------------ | ---------------------- | ----- | ------ | ------------ | ------------ | ----- | ------ |
| Fulham F.C. U23    | 2016/17            | Premier Reserve League | 10    | 1      | 0            | 0            | 10    | 1      |
| Fulham F.C. U23    | 2017/18            | Premier Reserve League | 16    | 0      | 2            | 0            | 18    | 0      |
| Fulham F.C. U23    | 2018/19            | Premier Reserve League | 19    | 2      | 3            | 0            | 22    | 2      |
| Fulham F.C. U23    | 2019/20            | Premier Reserve League | 6     | 0      | 0            | 0            | 6     | 0      |
| Fulham F.C. U23    | Ogólnie            |                        | 51    | 3      | 5            | 0            | 56    | 3      |
| FC Lausanne-Sport  | 2020/21            | Swiss Super League     | 30    | 1      | 1            | 0            | 31    | 1      |
| FC Lausanne-Sport  | 2021/22            | Swiss Super League     | 2     | 0      | 0            | 0            | 2     | 0      |
| FC Lausanne-Sport  | Ogólnie            | Ogólnie                | 32    | 1      | 1            | 0            | 33    | 1      |
| FC Lorient         | 2021/22            | Ligue 1                | 17    | 1      | 1            | 0            | 18    | 1      |
| FC Lorient         | Ogólnie            | Ogólnie                | 17    | 1      | 1            | 0            | 18    | 1      |
| Celtic F.C.        | 2022/23            | Scottish Premiership   | 0     | 0      | 0            | 0            | 0     | 0      |
| Celtic F.C.        | Ogólnie            | Ogólnie                | 0     | 0      | 0            | 0            | 0     | 0      |
| Ogólnie w karierze | Ogólnie w karierze | Ogólnie w karierze     | 100   | 5      | 7            | 0            | 107   | 5      |